# 商業站
商業站（法語：Commerce）是巴黎地鐵的一個車站，位於巴黎15區。車站的名稱來自於商業路，這一地區也是巴黎著名的商業區。商業站開通於1937年7月27日，是巴黎地鐵8號線延伸工程的一部分。

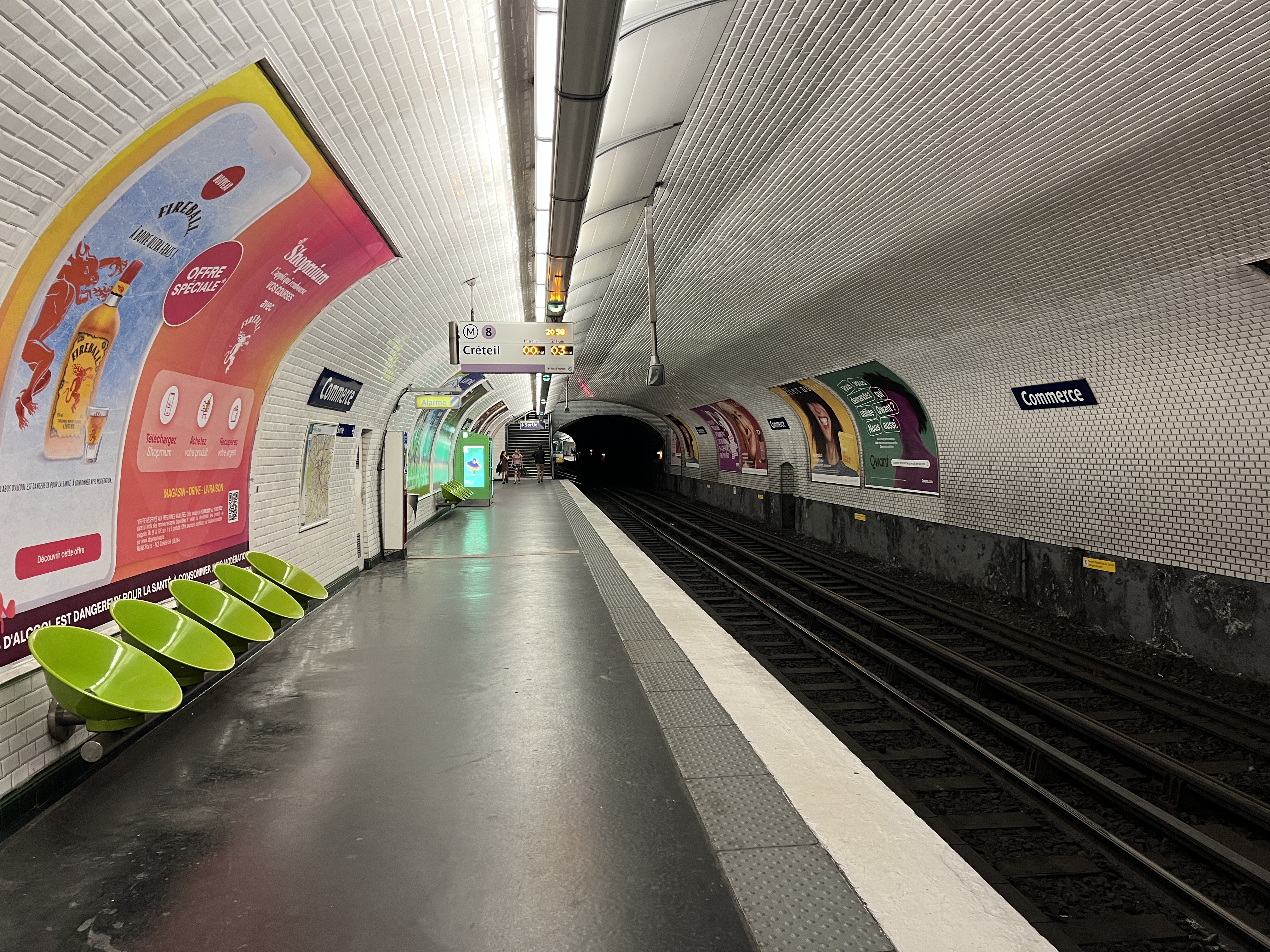
月台（2022年7月）

## 車站結構
| 街道      |                    |                                  |
| B1        | 連接層             |                                  |
| 8號線月台 | 側式月台，右側開門 | 側式月台，右側開門               |
| 8號線月台 | 西行               | 往巴拉（菲力·佛爾）              |
| 8號線月台 | 東行               | 往湖之角（拉莫特-皮凱-格勒內勒） |
| 8號線月台 | 側式月台，右側開門 |                                  |